# Sail Away (Randy-Newman-Album)
Sail Away ist das dritte Studioalbum von Randy Newman, erschienen am 23. Mai 1972. Es wurde von Lenny Waronker und Russ Titelman produziert und auf Reprise Records veröffentlicht. Während alle Lieder von Newman geschrieben und komponiert wurden, waren einige bereits früher von anderen Künstlern aufgenommen worden. Das Album wurde in den Amigo Studios, Poppi Studios und Western Studios in Los Angeles, Kalifornien aufgenommen.

## Komposition
Wie bei allen frühen Alben von Newman waren einige seiner Songs zuvor von anderen Künstlern aufgenommen worden. In diesem Fall war „Simon Smith and the Amazing Dancing Bear“ 1967 ein britischer Hit für Alan Price und wurde 1969 von Harry Nilsson auf seinem Album Harry aufgenommen. „Dayton, Ohio – 1903“ wurde 1969 von Billy J. Kramer als Single aufgenommen, während Newman und Nilsson gemeinsam eine Version für Nilssons 1970er Album Nilsson Sings Newman aufnahmen. Newman selbst hatte zuvor auch „Last Night I Had a Dream“ als Single aufgenommen, die im September 1968 veröffentlicht wurde. Die auf Sail Away zu hörende Version ist eine Neuaufnahme mit einem deutlich anderen Arrangement. „You Can Leave Your Hat On“ wurde später 1986 von Joe Cocker aufgenommen und diese Version wurde im Soundtrack des Films 9½ Wochen von 1986 mit Kim Basinger in der Hauptrolle verwendet. Eine Version von Tom Jones erschien im Soundtrack des Films Ganz oder gar nicht aus dem Jahr 1997. „He Gives Us All His Love“ wurde ebenfalls ursprünglich von Newman in einem spärlicheren und langsameren Arrangement für den Film Cold Turkey von 1971 geschrieben und aufgenommen. Der Film veröffentlichte kein Soundtrack-Album und die ersten kommerziell erhältlichen Aufnahmen dieses Liedes wurden von Sundance (März 1971) und Ed Ames (Oktober 1971) veröffentlicht. Das Lied „Lonely at the Top“ wurde speziell für Frank Sinatra geschrieben, obwohl er es nie aufgenommen hat. Newman selbst hatte es (in einer Solo-Live-Performance) bereits auf seinem vorherigen Album Randy Newman Live (1971) veröffentlicht.

## Wiederveröffentlichung
Das Album wurde am 5. Mai 2002 von Rhino Records mit mehreren bisher unveröffentlichten Bonustracks neu aufgelegt.

## Titelliste
Alle Titel geschrieben von Randy Newman.
| No. | Titel                                      | Länge |
| --- | ------------------------------------------ | ----- |
| 1.  | "Sail Away"                                | 2:56  |
| 2.  | "Lonely at the Top"                        | 2:32  |
| 3.  | "He Gives Us All His Love"                 | 1:53  |
| 4.  | "Last Night I Had a Dream"                 | 3:01  |
| 5.  | "Simon Smith and the Amazing Dancing Bear" | 2:00  |
| 6.  | "Old Man"                                  | 2:42  |

| No. | Titel                                    | Länge |
| --- | ---------------------------------------- | ----- |
| 7.  | "Political Science"                      | 2:00  |
| 8.  | "Burn On"                                | 2:33  |
| 9.  | "Memo to My Son"                         | 1:56  |
| 10. | "Dayton, Ohio - 1903"                    | 1:47  |
| 11. | "You Can Leave Your Hat On"              | 3:18  |
| 12. | "God's Song (That's Why I Love Mankind)" | 3:36  |

| No. | Titel                                       | Länge |
| --- | ------------------------------------------- | ----- |
| 13. | "Let It Shine"                              | 1:40  |
| 14. | "Maybe I'm Doing It Wrong" (studio version) | 1:21  |
| 15. | "Dayton, Ohio - 1903" (early version)       | 1:53  |
| 16. | "You Can Leave Your Hat On" (demo version)  | 2:45  |
| 17. | "Sail Away" (early version)                 | 3:18  |

## Besetzung
- Randy Newman – Piano, Gesang
- Ry Cooder – Slide Guitar auf "Last Night I Had a Dream" und "You Can Leave Your Hat On"
- Russ Titelman – Gitarre
- Jim Keltner – Schlagzeug
- Gene Parsons – Schlagzeug
- Earl Palmer – Schlagzeug
- Chris Ethridge – Bass-Gitarre
- Wilton Felder – Bass-Gitarre
- Jimmy Bond – Bass-Gitarre
- Milt Holland – Percussion
- Louis Kaufman – Konzertmeister
- Abe Most – Altsaxophon auf "Lonely at the Top"

### Technik
- Lenny Waronker – Co-Producer
- Russ Titelman – Co-Producer
- Randy Newman – Arrangeur
- Emil Newman – Dirigent auf "Sail Away" und "Burn On"
- Larry Marks – Dirigent on "Old Man"
- Lee Herschberg – Tontechniker
- Bruce Botnick – Tontechniker
- Bob Kovach – Tontechniker
- Donn Landee – Tontechniker
- Harold "Lanky" Linstrot – Tontechniker
- Judy Maizel – Produktions-Assistant
- Trudy Portch – Produktions-Assistant
- Mike Salisbury – Grafikdesign, Fotografie

## Rezeption

### Rezensionen
Im Jahr 2000 wurde „Sail Away“ auf Platz 582 der „All Time Top 1000 Albums“ von Colin Larkin gewählt. Im selben Jahr landete es auf Platz 268 der Liste der 500 besten Alben aller Zeiten des Rolling Stone Magazins. Das Album wurde auch in das Buch 1001 Albums You Must Hear Before You Die aufgenommen. Brian Wilson sagte, dass ihn dieses Album zum Zeitpunkt seiner Veröffentlichung zutiefst berührt habe und ihn kurzzeitig davon abhielt, weiter in Depressionen und Geisteskrankheiten abzurutschen. Insbesondere bemerkte Wilson, dass er „Sail Away“ „immer und immer wieder“ hörte, während er die Texte aufschrieb, aus denen die Märchen-EP „Mount Vernon and Fairway“ der Beach Boys werden sollte. Im Jahr 2021 platzierte Wilson Sail Away auf seiner Liste der „5 Alben, ohne die ich nicht leben kann“ für das Spin-Magazin auf dem dritten Platz. „Burn On“ ist im Vorspann des Films „Major League“ von 1989 zu hören. Laut dem Regisseur des Films, David S. Ward, wählte er das Lied, weil es das einzige Lied war, von dem er wusste, dass es um Cleveland, Ohio, geht, wo der Film spielt. Der Refrain des Liedes „Burn on, big river, burn on“ bezieht sich auf den Brand des Cuyahoga River aufgrund von Verschmutzung im Jahr 1969.
Das Lied „Old Man“ ist im Abspann von Noah Baumbachs Film The Meyerowitz Stories aus dem Jahr 2017 zu hören.

### Charts und Chartplatzierungen
| ChartsChartplatzierungen       | Höchstplatzierung | Wochen |
| ------------------------------ | ----------------- | ------ |
| Vereinigte Staaten (Billboard) | 163 (18 Wo.)      | 18     |